# LATAM Perú Flight 2213
LATAM Perú Flight 2213 var en flygning schemalagd mellan Lima och Juliaca i Peru den 18 november 2022. Under start kolliderade Airbus A320-planet med en brandbil som utförde en övning. Ingen ombord på planet omkom, men 36 passagerare skadades, varav fyra svårt. Två brandmän i den inblandade brandbilen överlevde inte. Hastigheten vid kollisionen beräknades initialt till 125 knop (231 km/h). Olyckan är under utredning, men myndigheter har gått ut med att flygplanet hade tillåtelse från kontrolltornet att starta.